# Billy Ray

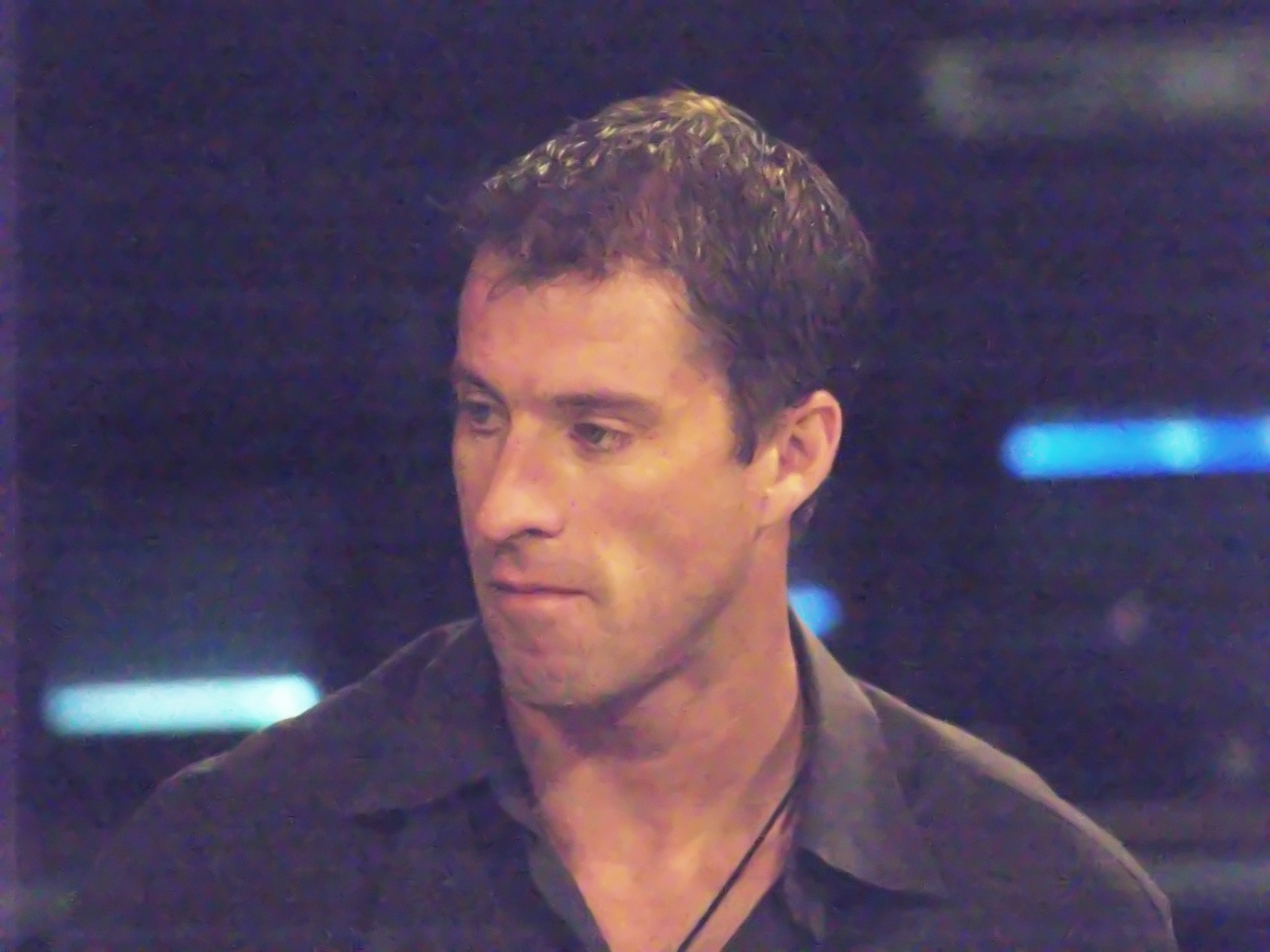
Billy Ray (2007)

Billy Ray (* 21. September 1971 in Tennessee) ist ein US-amerikanischer Drehbuchautor und Filmregisseur.

## Leben
Ray tritt seit Beginn der 1990er Jahre als Drehbuchautor für Film und Fernsehen in Erscheinung. Mitte dieses Jahrzehnts entstand basierend auf seinen Ideen die kurzlebige Fernsehserie Earth 2.
Im Jahr 2003 gab Ray mit dem Thriller Shattered Glass sein Regiedebüt und er verfasste zugleich das Drehbuch. Hierfür wurde er bei den Independent Spirit Awards 2004 für das beste Drehbuch nominiert. 2007 folgte mit Enttarnt – Verrat auf höchster Ebene sein zweiter Film als Regisseur. Auch an diesem war er als Drehbuchautor beteiligt.
Für sein Drehbuch zu Captain Phillips wurde Ray 2014 für den Oscar in der Kategorie Bestes adaptiertes Drehbuch nominiert. Zudem erhielt er bei den British Academy Film Awards 2014 ebenfalls in der Kategorie Bestes adaptiertes Drehbuch eine Nominierung.

## Filmografie (Auswahl)
Als Drehbuchautor
- 1994: Color of Night
- 1994–1995: Earth 2 (Fernsehserie)
- 1995: The Shooter – Ein Leben für den Tod (The Shooter / Hidden Assassin)
- 1997: Volcano
- 2002: Das Tribunal (Hart’s War)
- 2003: Shattered Glass
- 2004: Suspect Zero – Im Auge des Mörders (Suspect Zero)
- 2005: Flightplan – Ohne jede Spur (Flightplan)
- 2007: Enttarnt – Verrat auf höchster Ebene (Breach)
- 2009: State of Play – Stand der Dinge (State of Play)
- 2012: Die Tribute von Panem – The Hunger Games (The Hunger Games)
- 2013: Captain Phillips
- 2015: Vor ihren Augen (Secret in Their Eyes)
- 2016/2017: The Last Tycoon (Fernsehserie)
- 2018: Operation: Overlord (Overlord)
- 2019: Gemini Man
- 2019: Terminator: Dark Fate
- 2019: Der Fall Richard Jewell (Richard Jewell)

Als Regisseur
- 2003: Shattered Glass
- 2007: Enttarnt – Verrat auf höchster Ebene (Breach)
- 2015: Vor ihren Augen (Secret in Their Eyes)
- 2016/2017: The Last Tycoon (Fernsehserie)